# Vet Hard
Vet Hard is een Nederlands-Belgische actiekomedie uit 2005.
In België heet de film Volle Gas; de Engelse titel volgens de dvd is Too Fat Too Furious. Hij werd geregisseerd door Tim Oliehoek; voor hem was dit zijn speelfilmdebuut. Datzelfde gold voor hoofdcameraman Rolf Dekens en actrice Bracha van Doesburgh. Vet Hard ging in Nederland in première op 3 februari 2005; in België op 9 februari. Op 16 mei kwam de film uit in het Franse Cannes.

## Oorsprong
Vet Hard is een nieuwe versie van Gamle mænd i nye biler (Oude mannen in nieuwe auto's), een Deense actiekomedie uit 2002, geregisseerd door Lasse Spang Olsen en geschreven door Anders Thomas Jensen.

## Verhaal
Bennie en zijn stiefvader Mast overvallen een juwelierszaak voor gangster Milo. Het gaat echter vreselijk mis en Bennie komt in de gevangenis. 5 jaar en 8 maanden later komt hij vrij en ontdekt hij dat Mast op sterven ligt door leverfalen. Masts laatste wens is om zijn biologische zoon Koen te zien. Koen zit in een zwaarbeveiligde gevangenis in Luik voor wat later meervoudige moord en verkrachting (in die volgorde) blijkt te zijn. Bennie bevrijdt Koen en probeert daarna een manier te vinden om aan geld voor een illegale, nieuwe lever voor Mast te komen. Samen met Koen, amateurkoks Martin en Peter, en Milo's onhandige neef Vuk (wiens naam Bennie uitspreekt als 'fuk') probeert Bennie herhaalde keren aan dit geld te komen. Het gaat echter niet zoals gepland, vooral niet wanneer ze de suïcidale Katja tegenkomen.

## Rolverdeling
| Acteur                | Personage                   |
| --------------------- | --------------------------- |
| Jack Wouterse         | Bennie                      |
| Kürt Rogiers          | Koen Mast                   |
| Bracha van Doesburgh  | Katja Wielaar               |
| Jaak Van Assche       | Johan Mast                  |
| Johnny de Mol         | Peter                       |
| Cas Jansen            | Martin                      |
| Peter Van den Begin   | Vuk                         |
| Ton Kas               | Milo                        |
| Bert André            | dr. Van Isacker             |
| Cees Geel             | Lars Meuleman               |
| Chazia Mourali        | zuster Rita                 |
| Menno Stijntjes       | dr. John                    |
| Marjan Luif           | bankbediende                |
| Estelle Cruijff       | stewardess Jeanette         |
| Sanne Wallis de Vries | onderhandelaarster Jennifer |
| Kim Holland           | paaldanseres                |
| René Mioch            | zichzelf                    |
| Jac. Goderie          | zichzelf                    |
| Julien Vrebos         | zichzelf                    |
| Elizabeth Kloos       | zuster                      |
| Birgit Van Mol        | Vlaamse nieuwslezeres       |
| Alexander Alberts     | handlanger Milo 1           |
| Dimitri Bouzdes       | handlanger Milo 2           |
| Bernard Brkič         | handlanger Milo 3           |
| Nezha Karim           | Marokkaanse moeder          |
| Hassan Fehran         | Marokkaanse vader           |
| Seda Kulcu            | Marokkaanse zoon            |
| Mehdi Haloti          | Marokkaanse zoon            |
| Robbert Blokland      | gevangenisbewaker 1         |
| Willem Wallyn         | agent                       |

## Ontvangst
Er was een hoop enthousiasme voor Vet Hard, aangezien het de eerste echte Nederlandse actiefilm was sinds Amsterdamned en de Flodder-trilogie van Dick Maas uit de late jaren tachtig en vroege jaren negentig. Desondanks werd de film niet bijzonder goed bezocht, in totaal trok de film 199.295 bezoekers. Vet Hard kostte zo'n 3,7 miljoen euro, en bracht in Nederland circa 1,41 miljoen op. Desalniettemin stond Vet hard op nummer 7 in de lijst van 10 best bezochte Nederlandse films van 2005. Op 16 februari 2005 kreeg de film een Gouden Film.
Door sommigen werd de film geprezen om zijn hilarisch grove en toch nog grappige slapstick-humor (bijvoorbeeld Vuk die steeds in elkaar wordt geslagen en de vele Bekende Nederlanders die het loodje leggen), en ook om de - voor Nederlandse begrippen - ongekende actiesequenties. Anderen waren minder positief en bekritiseerden het volgens hen slechte script, de zielloze en te gewelddadige grappen en het slechte acteerwerk.

## Una paloma blanca
Vet Hard zorgde voor een comeback van muzikant/zanger George Baker vanwege de belangrijke rol van diens lied Una paloma blanca 2005, een remake van zijn succesvolle nummer Paloma blanca uit 1975. Baker had in 1992 een soortgelijke comeback toen Quentin Tarantino zijn nummer Little green bag (1969) gebruikte in zijn film Reservoir Dogs. Op de dvd van Vet Hard staat een door Tim Oliehoek geregisseerde videoclip van Una paloma blanca, waar Bracha van Doesburgh in meespeelt.